# SN 1999cb
SN 1999cb – supernowa typu Ia odkryta 4 kwietnia 1999 roku w galaktyce Mrk881. W momencie odkrycia miała maksymalną jasność 16,10m.